# Polynormande 2006
La 27e édition de la Polynormande s'est déroulée le 30 juillet 2006. Inscrite au calendrier de l'UCI Europe Tour 2006 dans la catégorie 1.1, elle est la douzième épreuve de la Coupe de France 2006.

## Classement final
|    | Coureur           | Équipe                 |    | Temps           |
| -- | ----------------- | ---------------------- | -- | --------------- |
| 1  | Anthony Charteau  | Crédit agricole        | en | 3 h 39 min 45 s |
| 2  | Bert Scheirlinckx | Jartazi-7mobile        |    | m.t.            |
| 3  | Nicolas Crosbie   | Agritubel              | +  | 4 s             |
| 4  | Yann Pivois       | Bretagne-Jean Floc'h   | +  | 9 s             |
| 5  | David Le Lay      | Bretagne-Jean Floc'h   | +  | 1 min 9 s       |
| 6  | Rémi Pauriol      | Crédit agricole        | +  | 2 min 32 s      |
| 7  | Laurens ten Dam   | Unibet.com             | +  | 2 min 36 s      |
| 8  | Nicolas Roche     | Cofidis                | +  | 2 min 43 s      |
| 9  | Arnaud Gérard     | Phonak Hearing Systems | +  | 2 min 47 s      |
| 10 | Lloyd Mondory     | AG2R La Mondiale       | +  | 2 min 49 s      |